# Tantulum
Tantulum is een geslacht van weekdieren uit de klasse van de Gastropoda (slakken).

## Soort
- Tantulum elegans Rankin, 1979